# チャットモンチー レストラン メインディッシュ
『チャットモンチー レストラン メインディッシュ』は、チャットモンチーのDVD作品第3弾。初回仕様は、スリーブケース。

## 概要
2008年4月1日に行われた「チャットモンチーのすごい2日間in日本武道館」の2日目の模様を本人たちの登場シーンから、MCを含めて退場シーンまでのすべてを収録したものと、2007年11月16日から2008年1月29日まで行われた「チャットモンチー07/08ライヴ『生命力みなぎりTOUR』」の模様をアンコールまで収録した2枚組である。武道館映像では、初めてハイビジョンカメラを導入して撮影されている。第1弾や第2弾と同様に、メニュー画面のBGMに、未発表曲「夢心地」（作詞：チャットモンチー / 作曲：橋本絵莉子）が収録されている。
なお、DISK1の日本武道館でのライブの模様はNHK-BS2で2008年10月18日に、本人や他のミュージシャンたちのインタビューを交えて「チャットモンチー LIVE in 日本武道館」として放送された。

## 収録曲

### DISC1
'08.04.01 チャットモンチー すごい2日間 in 日本武道館
1. opening
2. ハナノユメ
3. ツマサキ
4. DEMO、恋はサーカス
5. 惚たる蛍
6. MC
7. 恋の煙
8. 湯気
9. どなる、でんわ、どしゃぶり
10. 恋愛スピリッツ
11. 終わりなきBGM
12. ひとりだけ
13. MC
14. 手のなるほうへ
15. Make Up!Make Up!
16. とび魚のバタフライ
17. 女子たちに明日はない
18. 橙
19. MC
20. 風吹けば恋
21. シャングリラ
22. 真夜中遊園地
23. 親知らず
24. MC
25. ヒラヒラヒラク秘密ノ扉

アンコール
1. MC
2. 東京ハチミツオーケストラ
3. end roll

### DISC2
07/08ライヴ「生命力みなぎりTOUR」
1. 真夜中遊園地(2007年11月23日 盛岡Club Change WAVEにて収録)
2. さよなら Good bye(同上)
3. とび魚のバタフライ(2007年11月25日 青森Quarterにて収録)
4. 小さなキラキラ(同上)
5. ハナノユメ(2008年1月26日 Zepp Osakaにて収録)
6. ヒラヒラヒラク秘密の扉(同上)
7. ミカヅキ(同上)
8. 意地アリ(2008年1月29日 滋賀U★STONEにて収録)
9. コスモタウン(同上)
10. 素直(2008年1月26日 Zepp Osakaにて収録)
11. サラバ青春(同上)

ボーナストラック
07/08ライヴ「生命力みなぎりTOUR」オフショットダイジェスト(「チャットモンチー すごい2日間 in 日本武道館」の「女子たちに明日はない」で会場のスクリーンに映し出されていたもの)